# 刘子云
刘子云（1914年—1992年4月9日），江西永新人，中国人民解放军将领、中国人民解放军开国少将。
曾任红军作战参谋，八路军团参谋长，中国人民解放军140师师长，中国人民解放军第四十七军参谋长，中国人民解放军军事学院高级系训练处长、基本系主任，湖南省军区副司令，广州军区副参谋长 1955年，授予中国人民解放军少将。
获二级八一勋章、二级独立自由勋章和一级解放勋章。
是第五届全国人民代表大会代表。